# Scythris flavilaterella
Scythris flavilaterella is een vlinder uit de familie dikkopmotten (Scythrididae). De wetenschappelijke naam is voor het eerst geldig gepubliceerd in 1886 door Fuchs.
De soort komt voor in Europa.